# Associazione Calcio San Donà 1946-1947
Questa voce raccoglie le informazioni riguardanti l'Associazione Calcio San Donà nelle competizioni ufficiali della stagione 1946-1947.

## Rosa
| N. |                   | Ruolo | Calciatore          |
| -- | ----------------- | ----- | ------------------- |
|    | Italia (bandiera) | C     | Angelico Zeno       |
|    | Italia (bandiera) | A     | Avon Sergio         |
|    | Italia (bandiera) | A     | Bincoletto Giovanni |
|    | Italia (bandiera) | D     | Buoso               |
|    | Italia (bandiera) | C     | De Pazzi Prino      |
|    | Italia (bandiera) | A     | Fantuz Armando      |
|    | Italia (bandiera) | D     | Ferrari Dino        |
|    | Italia (bandiera) | C     | Ferriguti           |

| N. |                   | Ruolo | Calciatore            |
| -- | ----------------- | ----- | --------------------- |
|    | Italia (bandiera) | D     | Peregnin              |
|    | Italia (bandiera) | A     | Perissinotto Giovanni |
|    | Italia (bandiera) | D     | Perissinotto Primo    |
|    | Italia (bandiera) | D     | Pes Renato            |
|    | Italia (bandiera) | D     | Scalamera Nevio       |
|    | Italia (bandiera) | P     | Striuli Giordano      |
|    | Italia (bandiera) | C     | Tonon Aldo            |
|    | Italia (bandiera) | D     | Trame Lorenzo         |